# Bo Hansson (gitarrist)
Bo Hansson, född 10 mars 1950 i Kalmar, är en svensk gitarrist och pedagog. 
Hansson studerade gitarr vid Kungliga Musikhögskolan i Stockholm och tog sin examen 1978. På 70- och 80-talen var han medlem i gruppen Skogsfiol och Flöjt som gitarrist, sångare och arrangör. Han har genom åren varit aktiv som gitarrist, framför allt som kammarmusiker. Han utgör tillsammans med gitarristen Eric Lammers Lammers&Hansson guitarduo.
Sedan 1980 undervisar Hansson i gitarr och kammarmusik på Södra Latins gymnasiums yrkesmusikerprogram. Etablerade gitarrister som Johannes Möller, Georg Gulyás och Jakob Henriques har studerat för honom där. Han undervisar även på den årliga sommarkursen Liten gitarrakademi på Ingesund.

## Tonsättare
Bo Hansson komponerade från början musik i vis- och jazzstil, men sedan början av 90-talet komponerar han företrädesvis ”samtida musik” i större format. Hans första körstycke komponerat i ett mer ”nutida” tonspråk, Som när handen, belönades med första pris i Skinnskattebergs körstämmas kompositionstävling 1993. Sedan dess har han komponerat åtskilliga verk för kör a cappella men även verk för olika kammarmusikbesättningar. Flera av Bo Hanssons kompositioner har uruppförts av S:t Jacobs Kammarkör.
År 2001 gjorde Sveriges Radio P2 ett porträttprogram om Bo Hansson och hans musik. Konserten ”Andetag” spelades in och sändes tillsammans med intervju i programmet ”Spel i tvåan”.

## Inspelningar
Bo Hanssons musik framförs både i Sverige och utomlands och ett stort antal av hans kompositioner är förlagda och/eller dokumenterade på skiv- och radioinspelningar.
Under 2005 kom hans senaste CD Differences med musik komponerad mellan 1996 och 2005.